# STS-107
إس تي إس-107 (بالإنجليزية: STS-107)‏ الرحلة رقم 113 من برنامج مكوك الفضاء، والرحلة الأخيرة الكارثية لمكوك الفضاء كولومبيا. البعثة انطلقت من مركز كنيدي للفضاء في فلوريدا يوم 16 يناير 2003، أمضت الرحلة 15 يوما و 22 ساعة، 20 دقيقة، 32 ثانية في المدار أجرت العديد من التجارب العلمية الدولية.
قتل أفراد الطاقم سبعة في 1 شباط عندما تحطم المكوك كولومبيا خلال العودة في الغلاف الجوي
أرجع التحقيق أسباب التحطم إلى خلل في العازل الحراري الذي يقي المكوك عند الرجوع إلى الأرض من درجات الحرارة العالية. وقد تم إتلاف جزء من هذا العازل (الجزء السفلي الأسود للمكوك) عن طريق ارتطام قطع إسفنجية من محطة الإطلاق بأحد أجنحة المكوك عند الإقلاع.

## الطاقم
طاقم الرحلة بقيادة العقيد في القوات الجوية الأمريكية ريك هزبند .
| المنصب           | رائد الفضاء                                                        |
| ---------------- | ------------------------------------------------------------------ |
| القائد           | ريك هزبند، القوات الجوية الأمريكية · رحلة الفضاء الثانية           |
| طيار             | ويليام ماكول، بحرية الولايات المتحدة · رحلة الفضاء الأولى          |
| أخصائي البعثة 1  | ديفيد ماكدويل براون، بحرية الولايات المتحدة · رحلة الفضاء الأولى   |
| أخصائي البعثة 2  | / كالبانا تشاولا · رحلة الفضاء الثانية                             |
| أخصائي البعثة 3  | مايكل فيليب أندرسون، القوات الجوية الأمريكية · رحلة الفضاء الثانية |
| أخصائي البعثة 4  | لوريل كلارك، بحرية الولايات المتحدة · رحلة الفضاء الأولى           |
| أخصائي الحمولة 1 | ايلان رامون، القوات الجوية الإسرائيلية · رحلة الفضاء الأولى        |

## معرض صور

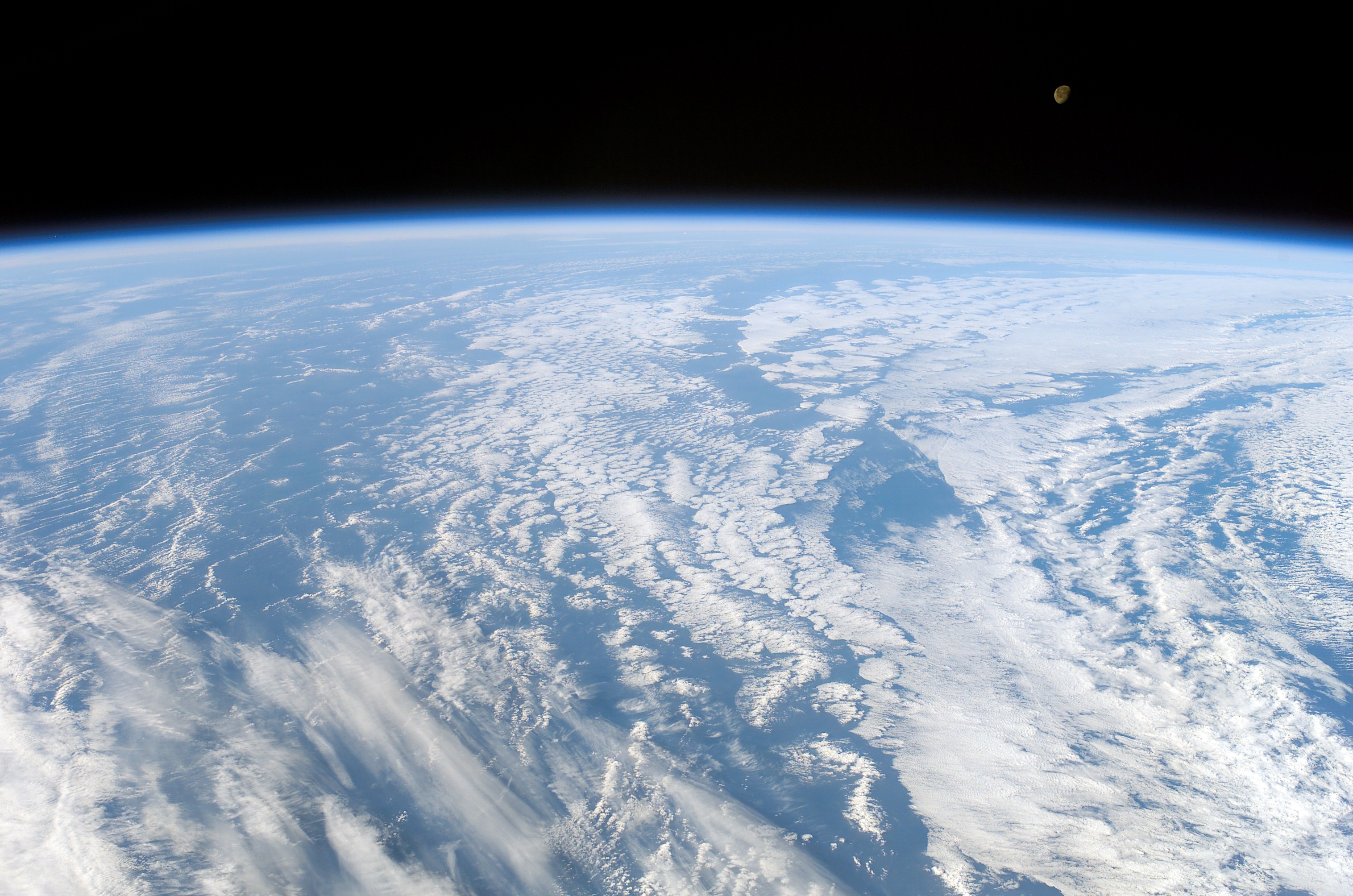
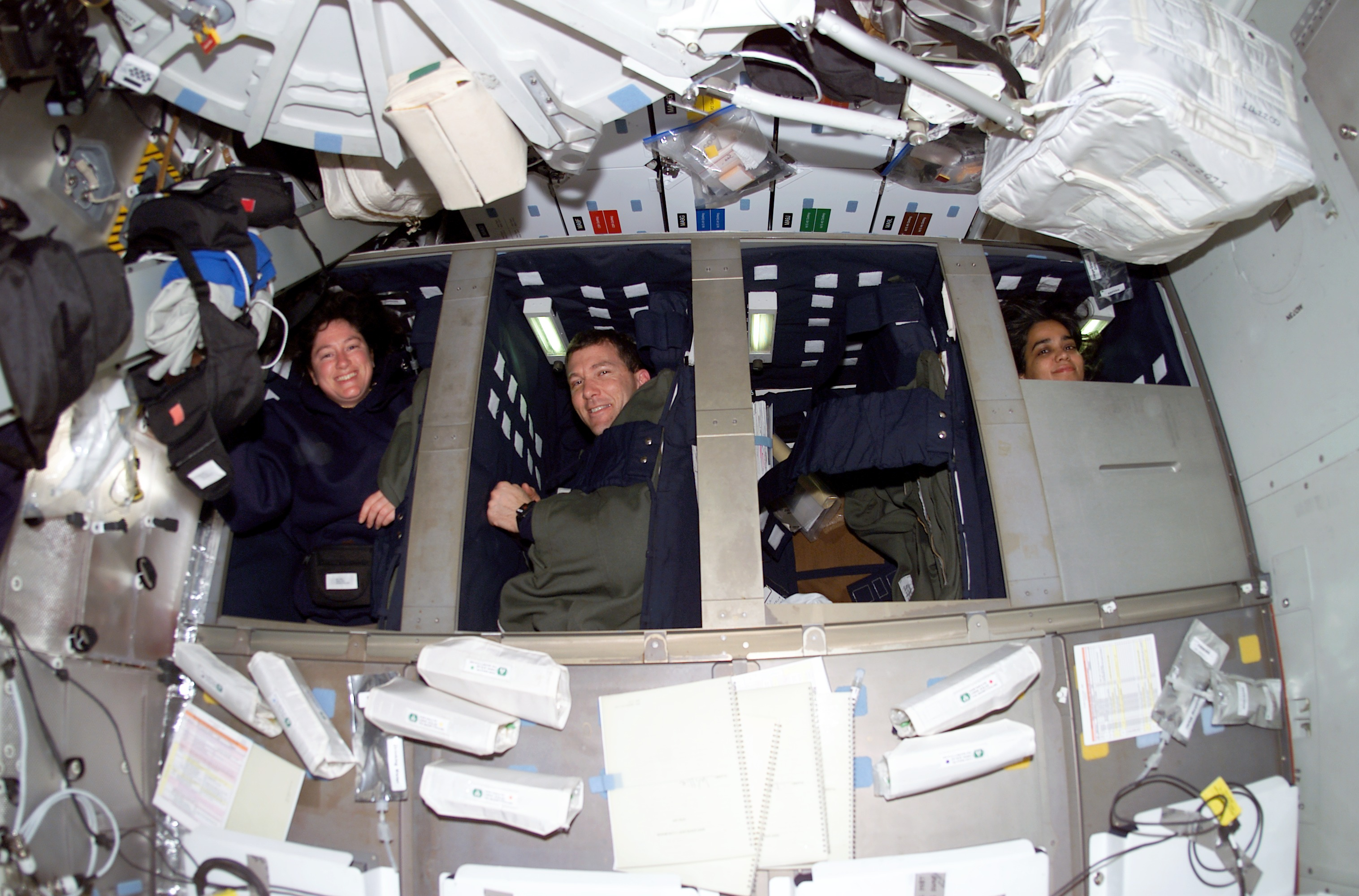
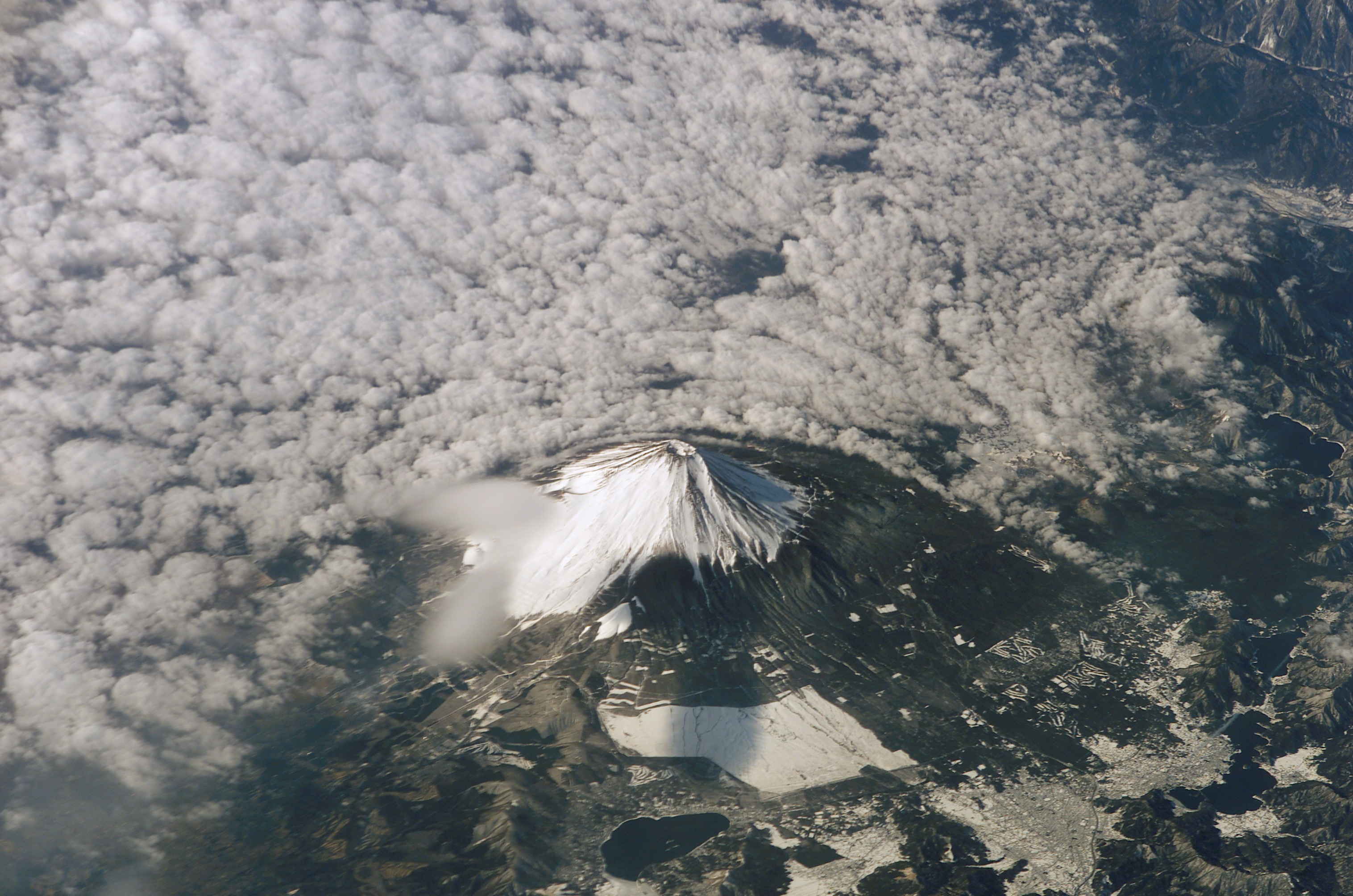
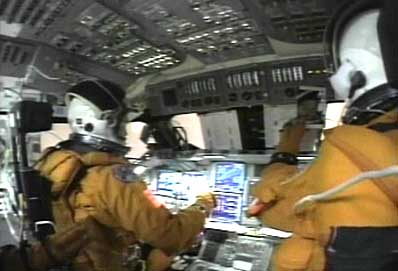